# Alan Maybury
Alan Paul Maybury (Dublino, 8 agosto 1978) è un allenatore di calcio ed ex calciatore irlandese, di ruolo difensore.

## Caratteristiche tecniche
Giocava come terzino destro.
La sua carriera è stata penalizzata dagli infortuni.

## Carriera

### Calciatore

#### Club
Cresciuto nei settori giovanili dell'Home Farm, dei St. Kevin's Boys e del Leeds Utd, esordendo tra i professionisti con quest'ultima squadra.
Dopo avere militato in prestito nel Reading e nel Crewe Alexandra nel 2000 ha fatto ritorno al Leeds, con cui, dopo avere trascorso un'estate a recuperare da un infortunio, ha esordito in Champions League il 14 marzo 2001 nel pareggio per 3-3 contro la Lazio in cui ha rimediato un brutto infortunio al ginocchio a seguito di un duro intervento di Pavel Nedvěd. Sette giorni dopo ha rinnovato il proprio contratto con il club.
Nonostante avesse rinnovato il proprio contratto con il Leeds nel 2001 è stato ceduto agli Hearts.
Nel gennaio 2005 ha fatto ritorno in Inghilterra trasferendosi al Leicester City.
Il 31 gennaio 2008 viene ceduto in prestito all'Aberdeen, facendo così ritorno in Scozia.
Dopo riscattato dagli scozzesi, il 15 maggio 2008 viene comunicato dal Leicester che non avrebbe rinnovato il contratto in scadenza.
Rimane senza squadra sino al 12 dicembre 2008, giorno in cui firma per il Colchester Utd.
Il 20 agosto 2010 viene acquistato dal St. Johnstone.
Nell'agosto 2012 si accasa all'Hibernian.

#### Nazionale
Il 25 marzo 1998 ha esordito in nazionale maggiore nella sconfitta per 2-1 in amichevole contro la Rep. Ceca.
Nel corso della sua carriera ha disputato 10 presenze con la selezione irlandese.

### Allenatore
Il 2 giugno 2024 viene assunto dallo Stirling Albion.

## Statistiche

### Cronologia presenze e reti in nazionale
| Cronologia completa delle presenze e delle reti in nazionale ― Irlanda | Cronologia completa delle presenze e delle reti in nazionale ― Irlanda | Cronologia completa delle presenze e delle reti in nazionale ― Irlanda | Cronologia completa delle presenze e delle reti in nazionale ― Irlanda | Cronologia completa delle presenze e delle reti in nazionale ― Irlanda | Cronologia completa delle presenze e delle reti in nazionale ― Irlanda | Cronologia completa delle presenze e delle reti in nazionale ― Irlanda | Cronologia completa delle presenze e delle reti in nazionale ― Irlanda |
| Data                                                                   | Città                                                                  | In casa                                                                | Risultato                                                              | Ospiti                                                                 | Competizione                                                           | Reti                                                                   | Note                                                                   |
| ---------------------------------------------------------------------- | ---------------------------------------------------------------------- | ---------------------------------------------------------------------- | ---------------------------------------------------------------------- | ---------------------------------------------------------------------- | ---------------------------------------------------------------------- | ---------------------------------------------------------------------- | ---------------------------------------------------------------------- |
| 25-3-1998                                                              | Olomouc                                                                | Rep. Ceca                                                              | 2 – 1                                                                  | Irlanda                                                                | Amichevole                                                             | -                                                                      | 46’                                                                    |
| 29-5-1999                                                              | Dublino                                                                | Irlanda                                                                | 0 – 1                                                                  | Irlanda del Nord                                                       | Amichevole                                                             | -                                                                      |                                                                        |
| 31-3-2004                                                              | Dublino                                                                | Irlanda                                                                | 2 – 1                                                                  | Rep. Ceca                                                              | Amichevole                                                             | -                                                                      |                                                                        |
| 28-4-2004                                                              | Bydgoszcz                                                              | Polonia                                                                | 0 – 0                                                                  | Irlanda                                                                | Amichevole                                                             | -                                                                      | 63’ 69’                                                                |
| 27-5-2004                                                              | Dublino                                                                | Irlanda                                                                | 1 – 0                                                                  | Romania                                                                | Amichevole                                                             | -                                                                      | 77’                                                                    |
| 29-5-2004                                                              | Londra                                                                 | Irlanda                                                                | 0 – 3                                                                  | Nigeria                                                                | Amichevole                                                             | -                                                                      | 46’                                                                    |
| 2-6-2004                                                               | Londra                                                                 | Irlanda                                                                | 1 – 0                                                                  | Giamaica                                                               | Amichevole                                                             | -                                                                      |                                                                        |
| 5-6-2004                                                               | Amsterdam                                                              | Paesi Bassi                                                            | 0 – 1                                                                  | Irlanda                                                                | Amichevole                                                             | -                                                                      |                                                                        |
| 4-9-2004                                                               | Dublino                                                                | Irlanda                                                                | 3 – 0                                                                  | Cipro                                                                  | Qual. Mondiali 2006                                                    | -                                                                      | 83’                                                                    |
| 29-3-2005                                                              | Dublino                                                                | Irlanda                                                                | 1 – 0                                                                  | Cina                                                                   | Amichevole                                                             | -                                                                      | 62’                                                                    |
| Totale                                                                 |                                                                        | Presenze                                                               | 10                                                                     |                                                                        | Reti                                                                   | 0                                                                      |                                                                        |

## Palmarès

### Club

#### Competizioni giovanili
- FA Youth Cup: 1

Leeds United: 1996-1997